# Bárbara de Habsburgo
Bárbara de Habsburgo ou Bárbara de Áustria (em alemão: Barbara von Habsburg , em italiano:Barbara d’Austria; Viena, 30 de abril de 1539 —  Ferrara, 19 de setembro de 1572) era filha de Fernando I do Sacro Império Romano-Germânico e de Ana da Boêmia e Hungria.
Foi a esposa do duque de Ferrara e de Módena, Afonso II d'Este, e faleceu, já viúva, em Ferrara.

## Biografia
Bárbara era um dos 15 filhos nascidos do casamento do imperador Fernando I de Habsburgo e de Ana Jagelão, herdeira do Reino da Boêmia e do Reino da Hungria.
A partir de 1547, viveu em Innsbruck onde, juntamente com as suas irmãs Madalena, Margarida, Helena e Joana, recebeu uma educação profundamente religiosa.
Apesar de Bárbara ser vista como uma mulher simples, diversas propostas de casamento foram feitas dadas as suas relações familiares com a família Imperial e com a casa real de Espanha. Em 1565 o seu casamento com Afonso II d'Este, Duque de Ferrara e Duque de Módena, foi celebrado com grande esplendor. Foi um casamento feliz mas permaneceu sem geração.
Torquato Tasso que, em 1565, fora chamado à corte de Ferrara, dedicou-lhe alguns sonetos.
Em 1570 e 1571, após um tremor de terra, usou os rendimentos pessoais para apoiar jovens orfãs. Fundou o Conservatore delle orfane di Santa Barbara, instituição muito apreciado pela população de Ferrara. Era uma mulher com contactos frequentes com os Jesuítas mas também manteve uma relação próxima com a sua sogra protestante, Renata de França, filha de Luís XII de França.
Estando doente desde 1566, acabou por falecer, aos 33 anos, com tuberculose em 19 de setembro de 1572.